# Eccellenza Emilia-Romagna 1997-1998
Il campionato italiano di calcio di Eccellenza regionale 1997-1998 è stato il settimo organizzato in Italia. Rappresenta il sesto livello del calcio italiano.
Questo è il campionato regionale della regione Emilia-Romagna.

## Girone A

### Squadre partecipanti
| Squadra                | Città (provincia)       |
| ---------------------- | ----------------------- |
| G.S. Bagnolese         | Bagnolo in Piano (RE)   |
| U.C. Casalese          | Casalmaggiore (CR)      |
| Pol. Castellarano      | Castellarano (RE)       |
| S.C. Progresso         | Castel Maggiore (BO)    |
| Centese Calcio         | Cento (FE)              |
| A.C. Colorno           | Colorno (PR)            |
| U.S. Correggese        | Correggio (RE)          |
| U.S. Corticella        | Bologna (BO)            |
| A.C. Fiorano           | Fiorano Modenese (MO)   |
| Pol. Libertas Argile   | Castello d'Argile (BO)  |
| Maranello Sportiva     | Maranello (MO)          |
| S.C. Sant'Ilario       | Sant'Ilario d'Enza (RE) |
| A.P.C. Scandiano       | Scandiano (RE)          |
| A.S. Terme Monticelli  | Monticelli Terme (RE)   |
| A.S. Termolan Bibbiano | Bibbiano (RE)           |
| A.C. Traversetolo      | Traversetolo (PR)       |
| U.C. Viadana           | Viadana (MN)            |
| U.S. Vignolese         | Vignola (MO)            |

### Classifica finale
|  | Pos. | Squadra            | Pt | G  | V  | N  | P  | GF | GS | DR  |
|  | ---- | ------------------ | -- | -- | -- | -- | -- | -- | -- | --- |
|  | 1.   | Casalese           | 77 | 34 | 23 | 8  | 3  | 64 | 20 | +44 |
|  | 2.   | Correggese         | 77 | 34 | 23 | 8  | 3  | 66 | 19 | +47 |
|  | 3.   | Colorno            | 63 | 34 | 19 | 6  | 9  | 55 | 32 | +23 |
|  | 4.   | Bagnolese          | 60 | 34 | 17 | 9  | 8  | 45 | 36 | +9  |
|  | 5.   | Corticella         | 51 | 34 | 13 | 12 | 9  | 45 | 36 | +9  |
|  | 6.   | Maranello Sportiva | 51 | 34 | 12 | 15 | 7  | 45 | 37 | +8  |
|  | 7.   | Termolan Bibbiano  | 48 | 34 | 12 | 12 | 10 | 38 | 35 | +3  |
|  | 8.   | Fiorano            | 44 | 34 | 10 | 14 | 10 | 41 | 36 | +5  |
|  | 9.   | Viadana            | 44 | 34 | 11 | 11 | 12 | 37 | 39 | -2  |
|  | 10.  | Castellarano       | 40 | 34 | 10 | 10 | 14 | 38 | 44 | -6  |
|  | 11.  | Traversetolo       | 38 | 34 | 8  | 14 | 12 | 37 | 44 | -7  |
|  | 12.  | Centese            | 37 | 34 | 8  | 13 | 13 | 37 | 43 | -6  |
|  | 13.  | Scandiano          | 36 | 34 | 9  | 9  | 16 | 40 | 48 | -8  |
|  | 14.  | Vignolese          | 36 | 34 | 8  | 12 | 14 | 27 | 39 | -12 |
|  | 15.  | Terme Monticelli   | 32 | 34 | 8  | 8  | 18 | 31 | 50 | -19 |
|  | 16.  | Progresso          | 32 | 34 | 7  | 11 | 16 | 31 | 55 | -24 |
|  | 17.  | Libertas Argile    | 28 | 34 | 6  | 10 | 18 | 34 | 64 | -30 |
|  | 18.  | Sant'Ilario        | 24 | 34 | 2  | 18 | 14 | 19 | 53 | -34 |

### Spareggi

#### Spareggio promozione
| Squadra 1 | Risultato | Squadra 2  |
| --------- | --------- | ---------- |
| Casalese  | 1 - 0     | Correggese |

| Suzzara 13 maggio 1998 | Casalese | 1 – 0 | Correggese |  |

## Girone B

### Squadre partecipanti
| Squadra                   | Città (provincia)              |
| ------------------------- | ------------------------------ |
| A.S.A.R. Riccione         | Riccione (RE)                  |
| A.C. Bellaria Igea Marina | Bellaria (RN)                  |
| F.C. Casumaro             | Casumaro (FE)                  |
| A.C. Cattolica            | Cattolica (RN)                 |
| A.C. Cervia               | Cervia (RA)                    |
| Cocif Longiano            | Longiano (FC)                  |
| A.C. Massalombarda        | Massa Lombarda (RA)            |
| A.C. Mezzolara            | Budrio (BO)                    |
| Pol. Ozzanese             | Ozzano dell'Emilia (BO)        |
| A.C. Persicetana          | San Giovanni in Persiceto (BO) |
| Pianorese Calcio          | Pianoro (BO)                   |
| A.S. Real Misano          | Misano Adriatico (RN)          |
| U.S. Russi                | Russi (RA)                     |
| S.S. Sampierana           | San Piero in Bagno (FC)        |
| S.S. Savignanese          | Savignano sul Rubicone (FC)    |
| A.C. Sporting Forlì       | Forlì (FC)                     |

### Classifica finale
|  | Pos. | Squadra              | Pt | G  | V  | N  | P  | GF | GS | DR  |
|  | ---- | -------------------- | -- | -- | -- | -- | -- | -- | -- | --- |
|  | 1.   | Russi                | 58 | 30 | 15 | 13 | 2  | 36 | 16 | +20 |
|  | 2.   | Massalombarda        | 53 | 30 | 14 | 11 | 5  | 40 | 25 | +15 |
|  | 3.   | Bellaria Igea Marina | 52 | 30 | 14 | 10 | 6  | 46 | 25 | +21 |
|  | 4.   | Savignanese          | 49 | 30 | 14 | 7  | 9  | 43 | 36 | +7  |
|  | 5.   | Pianorese            | 42 | 30 | 11 | 9  | 10 | 37 | 40 | -3  |
|  | 6.   | A.S.A.R. Riccione    | 41 | 30 | 9  | 14 | 7  | 38 | 30 | +8  |
|  | 7.   | Real Misano          | 40 | 30 | 10 | 10 | 10 | 38 | 43 | -5  |
|  | 8.   | Ozzanese             | 39 | 30 | 10 | 9  | 11 | 33 | 29 | +4  |
|  | 9.   | Casumaro             | 39 | 30 | 10 | 9  | 11 | 36 | 37 | -1  |
|  | 10.  | Cocif Longiano       | 38 | 30 | 8  | 14 | 8  | 37 | 38 | -1  |
|  | 11.  | Cervia               | 37 | 30 | 9  | 10 | 11 | 31 | 31 | 0   |
|  | 12.  | Mezzolara            | 35 | 30 | 8  | 11 | 11 | 32 | 35 | -3  |
|  | 13.  | Sporting Forlì       | 35 | 30 | 9  | 8  | 13 | 29 | 36 | -7  |
|  | 14.  | Cattolica            | 34 | 30 | 7  | 13 | 10 | 26 | 36 | -10 |
|  | 15.  | Sampierana           | 28 | 30 | 7  | 7  | 16 | 36 | 51 | -15 |
|  | 16.  | Persicetana          | 18 | 30 | 3  | 9  | 18 | 31 | 61 | -30 |